# Distrito de Chivay
El distrito de Chivay es uno de los veinte distritos que conforman la provincia de Caylloma en la Región de Arequipa, bajo la administración del Gobierno regional de Arequipa, en el sur del Perú.
Está situado a 3.635 m s. n. m. en la vertiente occidental de la Cordillera de los Andes, en la parte alta del Cañón del Colca. El nombre de Chivay proviene del término quechua (chuay), o (chua) que al español significa plato de barro por la forma de hoyada del pueblo.
El pueblo está dividido en tres parcialidades: Urinsaya, Hanasaya y Ccapa, costumbre que pervive desde la época de los Incas.

## Historia
Chivay es un pueblo de fundación española de la época del virrey Toledo, que sirvió como reducción de los pueblos originarios con la finalidad de someterlos y adoctrinarlos a la fe cristiana; el damero histórico tiene el uso de los españoles, su iglesia matriz al frente su cabildo, hoy municipalidad y al entorno las familias fundadoras de la ciudad.

## Capital
Chivay es la capital de la Provincia de Caylloma. La ciudad de Chivay está dividida en 3 zonas las cuales se denominan: Ccapa, Urinsaya, Hanansaya.

## Población
El distrito tiene una población aproximada de 7 000 habitantes.

### Las parcialidades
Son las divisiones que aún persisten de la cultura inca, y son:
- Ccapa. El barrio principal, ccapa, ccapac viene de poder, poderoso, afortunado, adinerado, y justamente es en este barrio o parciliadad donde están ubicados los baños termales La Calera, conocida por sus propiedades curativas y medicinales.
- Urinsaya. Es la parte baja, tiene regular campiña de cultuvo, es conocida porque su juventud es aguerrida en los contrapuntos carnavalescos.
- Hanansaya. Es el barrio de la parte de arriba, tiene una gran extensión de campiña agrícola, colinda con el distrito de Yanque.

## Autoridades

### Municipales
- Periodo 2015-2018[2]
  - Alcalde: Romulo Braulio Andres Tinta Cáceres
  - Regidores: 
    - Enrique Cerafin Gómez Begazo (Arequipa, Tradición Y Futuro)
    - Quintin Elmer Huamani Márquez (Arequipa, Tradición Y Futuro)
    - Victor Cabana Caceres (Arequipa, Tradición Y Futuro)
    - Jenifer Dulce Gómez Apaza (Arequipa, Tradición Y Futuro)
    - Timoteo Ccalachua Quispe (Arequipa, Tradición Y Futuro)
    - Moises Camilo Ayta Flores (Arequipa, Tradición Y Futuro)
    - Uriel Juan Huerta Rivera (Arequipa Renace)
    - Edward Kennedy Mansilla Frisancho (Arequipa - Unidos Por El Gran Cambio)
    - Jesus Mesias Mamani Medina (Fuerza Arequipeña).

### Religiosas
- Párroco Marcos Alarcón
  - Parroquia Nuestra Señora de la Asunción

## Turismo

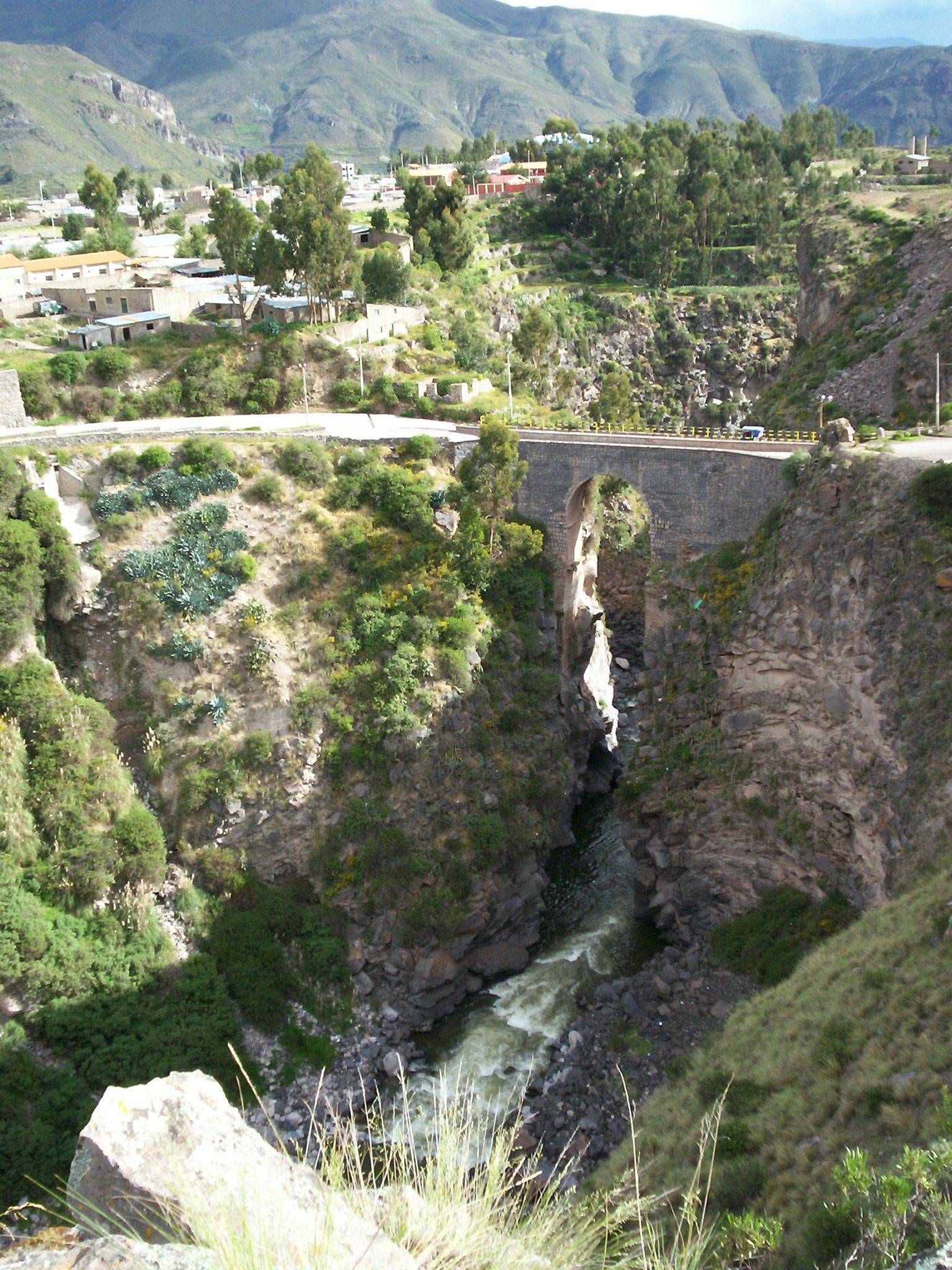
Puente sobre el río Colca.

- Baños termales, las aguas termales conocidas como "La Calera" situados a 3633 m s. n. m. a una distancia de 3 km del pueblo de Chivay, constan de cinco piscinas temperadas construidas especialmente para mantener el calor de las aguas con aguas provenientes del volcán Cotallaulli, donde inicialmente tienen una temperatura que bordea los 80 °C a 85 °C, pero en su recorrido la temperatura disminuye y llega al complejo propiamente dicho con una temperatura de 38 °C, óptimas para el baño con propiedades curativas de diversos males, sobre todo reumatismo y muchos otros relacionados con los músculos y la piel, ya que contienen 30 % de calcio, 19 % de zinc y 18 % de hierro, elementos que pueden ser absorbidos por los poros y ayudan sobremanera a los dolores musculares y óseos.[3]

- Museo arqueológico natural del Colca.

- Puente de piedra, construido según indican sus pobladores en el periodo del Tahuantinsuyo llamado puente Inca debido a que el Inca lo cruzaba de manera continua, con el único propósito de llegar a los ojos de las aguas termales.
- Chullpa de Sol de Sacsayhuaman, está ubicado en el Pueblo Joven Sol de Sacsayhuaman, construido a base de piedra, donde desde el mismo se puede apreciar la ciudad de Chivay, paisajes y la geografía local.

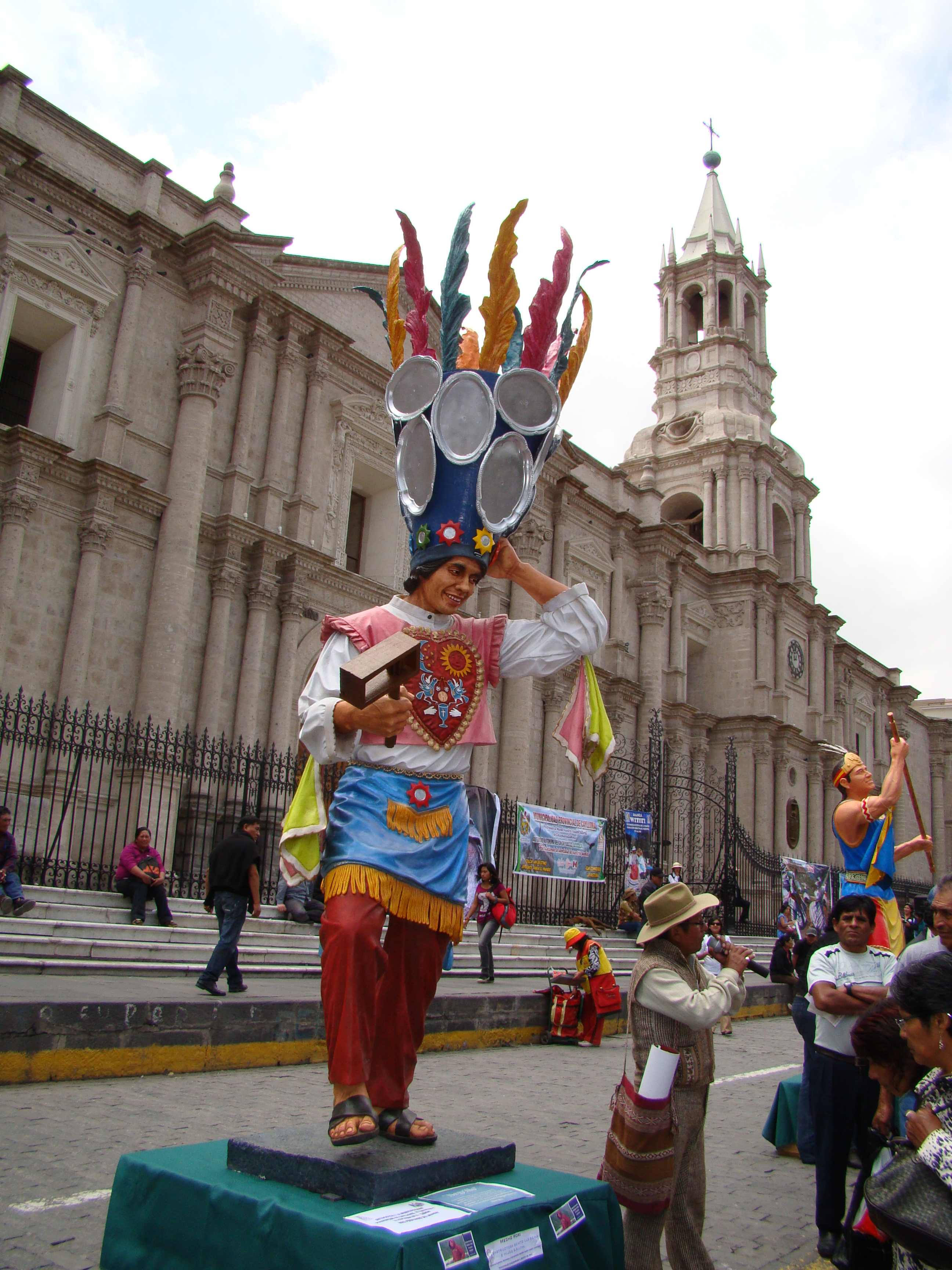
Exhibición escultural de la danza "Negrillos" en la Plaza Mayor de Arequipa.

## Wititi

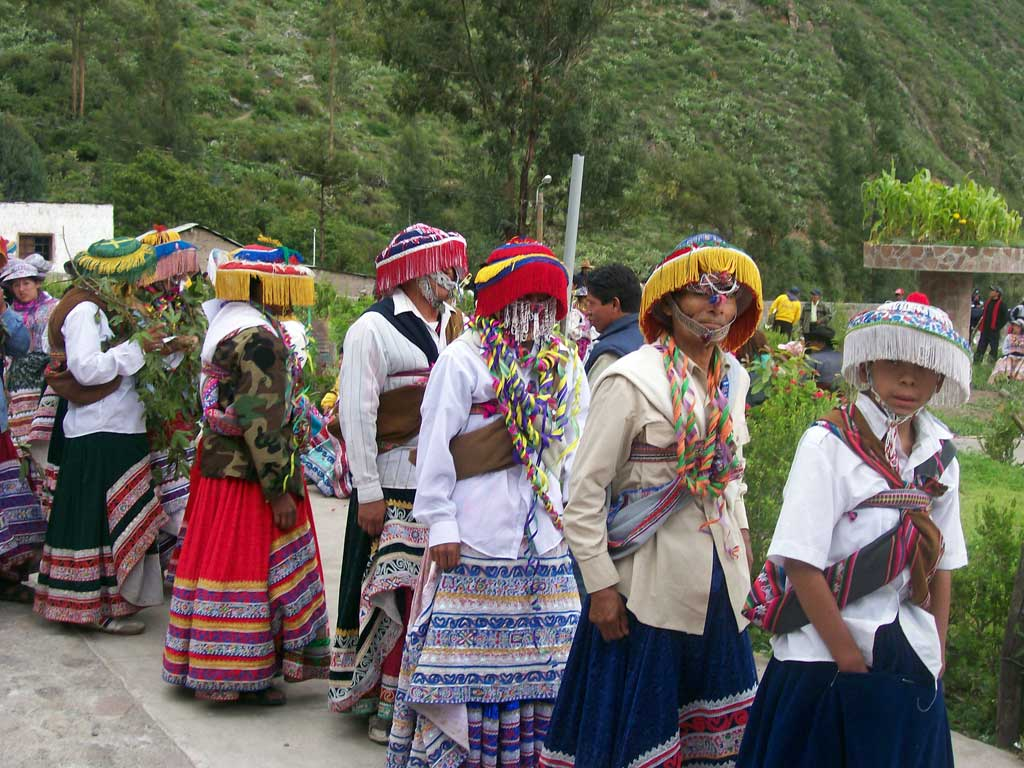
Danzantes de Wititi.

Es uno de los bailes oriundos de los pueblos del Cañón del Colca, Caylloma. La danza del Wititi es originaria del valle del Colca, provincia de Caylloma, departamento de Arequipa-Perú. Esta danza ahora se ha extendido y se baila en las fiestas patronales de muchos pueblos del Valle del Colca. Realmente la Danza se llama wiphala, que en Idioma Quechua y en idioma aimara significa "estandarte de guerra", y wititi significa “Guerrero resplandeciente que vence a la oscuridad”. y se origina en la leyenda colla que narra la guerra de los hijos del sol y los demonios a causa del romance con una doncella que habitaba una isla del Lago Titicaca.
Los amautas cusqueños adaptan esta historia rómantica y guerrera para favorecer la aceptación del pueblo a la alianza política entre Mayta Cápac y el gobernante collawa de Coporaque**, unión que se concretó con el matrimonio del soberano inca y la princesa Mama Yacchi.
Tradicionalmente los wititis bailan en algunas festividades religiosas y carnavales. Los danzantes se agrupan en las parcialidades de hurin-saya y hanan-saya; y compiten por dominar la plaza del pueblo mediante la ejecución de complejas coreografías que duran varias horas y en los consecutivos días que abarque la festividad popular.
La danza se practica en el modo grupal: los hombres representan a los soldados incas y las mujeres a la corte de la princesa collawa. Cuando el aspecto guerrero prevalece, los hombres forman grupos simulando ejércitos en combate.
Cada pueblo donde se represente la wifala asumen su propia particularidad de la danza y los más destacados son Yanque, Chivay, Cabanaconde y Tapay.
En cuanto a la vestimenta, los hombres llevan una indumentaria militar que consiste en un casco de protección, camisa militar o polaca, llicllas entrecruzadas en el pecho, y una pollera femenina. Es bueno aclarar que las autoridades coloniales prohibieron el uso de la vestimenta militar inca, por esta razón la pollera reemplaza al unko, prenda parecida a la falda que usaban los guerreros de entonces.
Las mujeres llevan su vestimenta tradicional, diferenciándose collawas de cabanas por el tipo de sombrero: las primeras usan sombrero blanco de paja que hace alegoría al nevado Collawata; mientras que las cabanas llevan uno de paño, que tiene grabado la estrella de ocho puntas, símbolo de la cultura Wari.
Todo wititi varón lleva consigo la huaraca, arma que sirve para lanzar frutas como si fuesen proyectiles, también suelen llevar cantimploras. Los capitanes o las capitanas se distinguen por llevar la Wifala (bandera o estandarte de guerra).
La connotación romántica de la wifala se expresa en la demostración de fuerza y vitalidad que hacen los hombres para llamar la atención de las doncellas. Así como en el modo grupal se recrean batallas, en el modo de pareja se recrea el cortejo del inca a la princesa collawa.
A través de los tiempos los witites han saludado la partida y llegada de ejércitos, ya sea participando en la rebelión de Túpac Amaru, e incluso cuando los collawas y cabanas lucharon en el bando realista, pues en el Colca, la independencia del Perú solo fue reconocida una década después de 1821.
Chañar en quechua significa penetrar a la hembra el miembro viril, por lo tanto nada tiene que ver con la danza de la wiphala y los wititis.
La música para dicha danza en sus inicios sólo se interpretaba con el instrumento de viento la Quena, que en la época preincaica e incaica fue el más usado en este valle frutícola de Tapay; su procedencia y el lugar de origen es corroborado por el tipo de vestimenta que lleva el varón como la dama para danzar esta música exclusivo de esta parte del Perú.Recalcamos que es una danza cuya música es eminentemente romántico, carnavalesco y de jolgorio, en el cual participan toda la familia.Los mayores interpretan la música con los instrumentos de diferente frecuencia de sonidos por el tamaño de las quenas.

## Festividades
- Virgen de la Candelaria el 2 de febrero
- Virgen de Chapi el 1º de mayo
- Virgen de la Asunta el 15 de agosto
- Inmaculada Concepción el 8 de diciembre
- Semana Santa
- Carnavales